# Amomum paucifolium
Amomum paucifolium är en enhjärtbladig växtart som beskrevs av Rosemary Margaret Smith. Amomum paucifolium ingår i släktet Amomum och familjen Zingiberaceae. Inga underarter finns listade i Catalogue of Life.